# Ходца
Ходца — река в России, протекает по Электростальскому, Ногинскому и Павлово-Посадскому районам Московской области. Устье реки находится в Павловском Посаде, в 3,6 км по левому берегу реки Вохонки. Длина реки составляет 10 км.

## Данные водного реестра
По данным государственного водного реестра России относится к Окскому бассейновому округу, водохозяйственный участок реки — Клязьма от города Ногинск до города Орехово-Зуево, речной подбассейн реки — бассейны притоков Оки от Мокши до впадения в Волгу. Речной бассейн реки — Ока.
Код объекта в государственном водном реестре — 09010300612110000031574.